# Suíça nos Jogos Olímpicos de Inverno de 1948
A Suíça mandou 70 competidores que disputaram nove modalidades nos Jogos Olímpicos de Inverno de 1948, em St. Moritz, na Suíça. A delegação conquistou 10 medalhas no total, sendo três de ouro, quatro de prata, e três de bronze.